# Rhinolophus celebensis
Rhinolophus celebensis es una especie de murciélago de la familia Rhinolophidae.

## Subespecies
Se reconocen las siguientes:
- R.c.celebensis: Célebes, Buton, Kabaena, Sangihe, Karakelong;
- R.c.javanicus (Andersen, 1918): Java, Bali, Krakatau;
- R.c.madurensis (Andersen, 1918): Madura y Kangean;
- R.c.parvus (Goodwin, 1979): Timor y Wetar.

## Distribución geográfica
Es endémico de Java, Bali, Célebes y otras islas menores cercanas (Indonesia).